# Winter Is Coming (2020)
Winter Is Coming 2020 fue un especial de televisión que se transmitió en vivo el 2 de diciembre de 2020 por el canal televisivo estadounidense TNT como un episodio de Dynamite y producido por All Elite Wrestling desde el Daily's Place en Jacksonville, Florida.
El evento se destaca por el debut de Sting en AEW, que fue su primera aparición en TNT en más de 19 años;  su última aparición fue en el episodio final de WCW Monday Nitro el 26 de marzo de 2001. En el evento principal del programa, Kenny Omega derrotó a Jon Moxley para ganar el Campeonato Mundial AEW.

## Producción
En el episodio del 18 de noviembre de 2020 de Dynamite, se anunció que el episodio del 2 de diciembre se titulará "Winter Is Coming". AEW ha promocionado el especial Winter Is Coming como "el gran Dynamite de la historia".
El título del episodio "Winter Is Coming" se deriva de Game of Thrones, una serie de televisión de HBO, que es parte del grupo AT&T WarnerMedia, al igual que el socio de transmisión de AEW, TNT. La frase fue el título del episodio piloto de Game of Thrones, así como el lema (o "Palabras") de House Stark of Winterfell. El uso del título fue aprobado por WarnerMedia y HBO.

## Resultados
En paréntesis se indica el tiempo de cada combate:
- Orange Cassidy y MJF ganaron el Dynamite Dozen Battle Royale y ganaron la oportunidad por el Dynamite Diamond Ring (12:51).
  - Cassidy eliminó finalmente a Wardlow, ganando la lucha.
  - Los otros participantes fueron (en orden de eliminación y quien lo eliminó): Serpentico (Page), Luther (Reynolds y Silver), Matt Sydal (Spears), Shawn Spears (con Tully Blanchard) (Sky), Scorpio Sky (Wardlow), John Silver (Reynolds), Alex Reynolds (Quen) Marq Quen (Miro), Adam "Hangman" Page (Hardy), Kip Sabian (Cassidy), Lee Johnson (Miro), Matt Hardy (Miro), Isiah Kassidy (Miro), Miro (Guevara) y Sammy Guevara (MJF y Wardlow).
- Chris Jericho (con Jake Hager & Ortiz) derrotó a Frankie Kazarian (10:34).
  - Jericho cubrió a Kazarian después de un «Judas Effect».
  - Durante la lucha, MJF interfirió a favor de Jericho, pero fue detenido por Sammy Guevara.
- Dr. Britt Baker D.M.D. (con Rebel) derrotó a Leyla Hirsch (9:19).
  - Baker forzó a Hirsch a rendirse con un «Lockjaw».
  - Durante la lucha, Rebel interfirió a favor de Baker.
  - Después de la lucha, Thunder Rosa atacó a Baker y Rebel.
- Cody Rhodes & Darby Allin (con Arn Anderson) derrotaron a Team Taz (Ricky Starks & Powerhouse Hobbs) (con Brian Cage & Taz) (10:32).
  - Allin cubrió a Starks después de un «Coffin Drop».
  - Después de la lucha, Cage, Hobbs y Starks atacaron a Rhodes y Allin, pero fueron detenidos por Sting.
- Kenny Omega derrotó a Jon Moxley y ganó el Campeonato Mundial de AEW (28:31).
  - Omega cubrió a Moxley después de un «V-Trigger» y un «One Winged Angel».
  - Durante la lucha, Don Callis interfirió a favor de Omega.
  - El Megacampeonato de AAA de Omega no estuvo en juego.